# Ampedus trossulus
Ampedus trossulus là một loài bọ cánh cứng trong họ Elateridae. Loài này được Gurjeva miêu tả khoa học năm 1979.